# دوان انرژی
دِوان انرژی (به انگلیسی: Devon Energy) شرکت نفت‌وگاز آمریکایی است، که در زمینه اکتشاف و تولید نفت و گاز در مناطق خشکی فعالیت می‌کند. شرکت دوان در سال ۱۹۷۱ توسط جی. لری نیکولز تأسیس شد و هم‌اکنون یکی از بزرگترین تولیدکنندگان گاز طبیعی در ایالات متحده می‌باشد. ظرفیت تولید نفت خام دوان انرژی، به‌طور میانگین معادل ۵۷۲هزار بشکه در روز می‌باشد. دفتر مرکزی این شرکت در برج دوان انرجی در شهر اوکلاهوما سیتی قرار دارد و بخشی از سهام آن در بازار بورس نیویورک معامله می‌شود.